# Isaac ben Joseph di Corbeil
Isaac ben Joseph di Corbeil, in ebraico יצחק בן יוסף מקורבי"ל‎? (... – 1280), è stato un rabbino e tosafista francese, noto per essere l'autore del Sefer Mitzvot Ḳatan.

## Biografia
Frequentò la yeshivah del genero, il rabbino Jehiel ben Joseph di Parigi, e in seguito divenne il pupillo di Samuel di Évreux, che lui soprannominò il Principe (שר) d'Évreux. La sua pietà religiosa attirò intorno a lui numerosi discepoli, l più noti dei quali furono Peretz ben Elijah di Corbeil, Baruch Ḥayyim ben Menahem di Niort e il suo concittadino e seguace Joseph ben Abraham.
Incoraggiato dai suoi allievi, nel 1277 pubblicò il Sefer Mitzvot Katan (in ebraico ספר מצוות קטן‎?; lett. "Piccolo Libro dei comandamenti"), un commento del Sefer Mitzvot Gadol di Moses ben Jacob di Coucy suddiviso in 7 pilastri, da leggersi uno per ogni giorno della settimana. Il nome ufficiale dell'opera fu Ammude ha-Golah, comunemente chiamato Semak dalle iniziali in ebraico  סמ"ק‎?. Il testo comprendeva l' Halakhah dell'epoca, unitamente alla letteratura Musar e a racconti aggadici. Il Semak fu accolto favorevolmente dalle comunità aschenazite di Francia e Germania, che ne pubblicarono varie edizioni rivedute e annonate.
Isaac pubblicò anche il libro intitolato Liḳḳuṭim e delle raccolte minori contenenti le sue decisioni rituali. Il Kol Bo presentò un lungo frammento di un'opera talmudica di R. Isaac, che aveva la seguente iscrizione: in ebraico קצת דינים מה"ר יצחק ז"ל‎?.